# Museo di Storia Naturale Giacomo Doria
Het Museo di Storia Naturale Giacomo Doria, voorheen het Museo Civico di Storia Naturale di Genova, is een natuurhistorisch museum in Genua, Italië. Het is vernoemd naar de oprichter, de natuuronderzoeker Giacomo Doria.
Het museum werd in 1867 opgericht. Het bevat meer dan vier miljoen zoölogische, botanische en geologische specimina vanuit de hele wereld. Er zijn onder andere collecties aanwezig van Luigi d'Albertis, Leonardo Fea, Arturo Issel, Orazio Antinori, Odoardo Beccari en Lamberto Loria.

## Afbeeldingen interieur

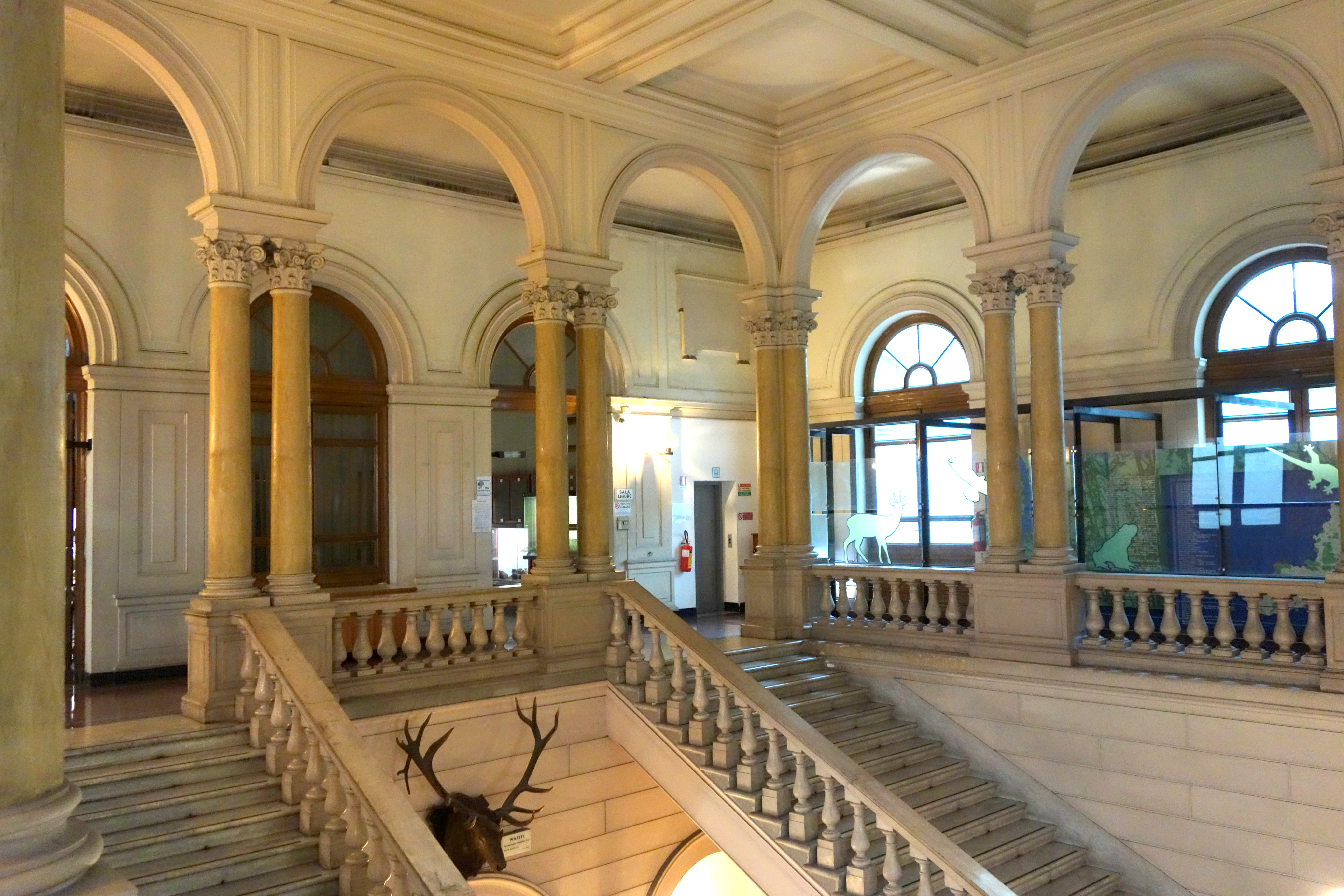
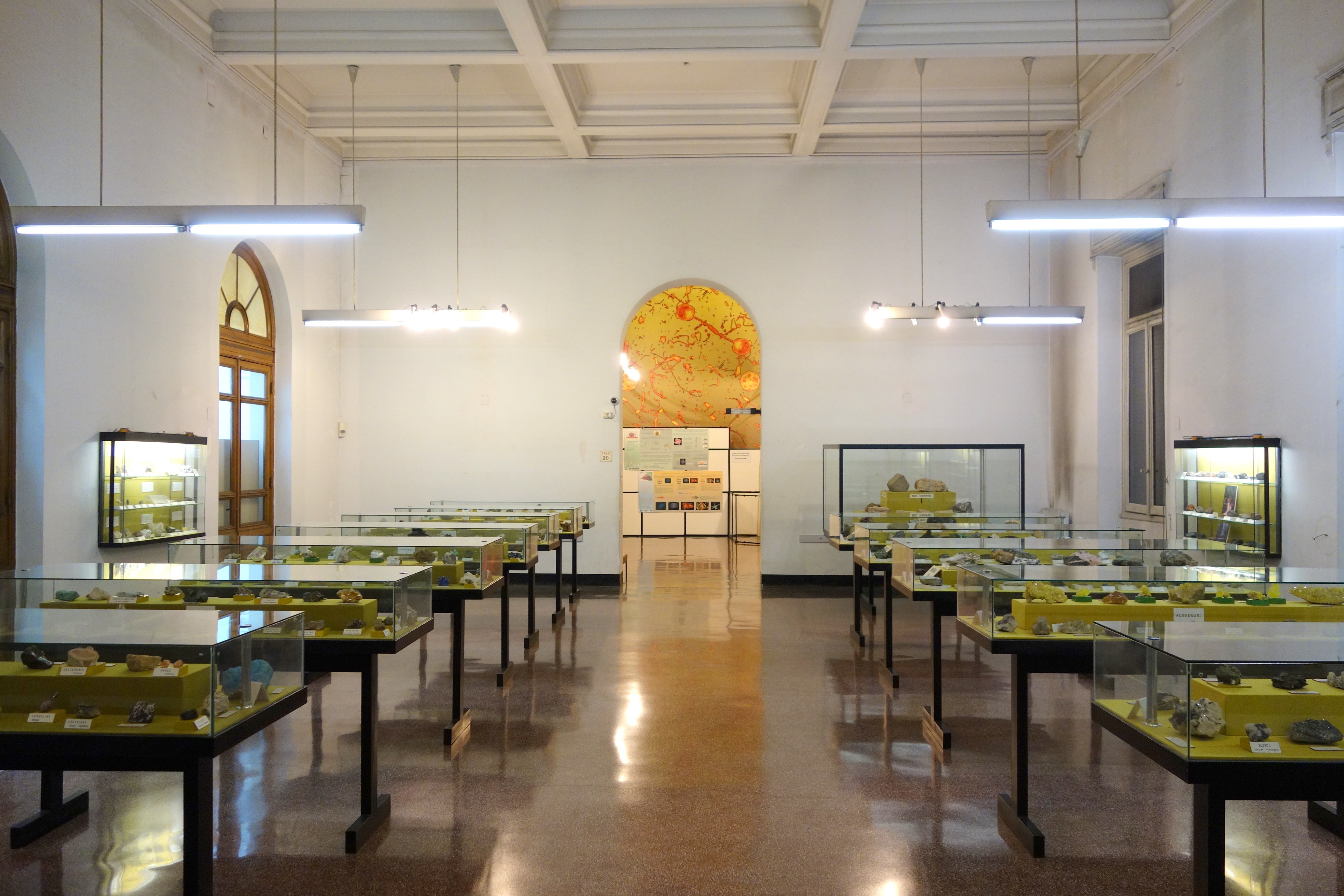
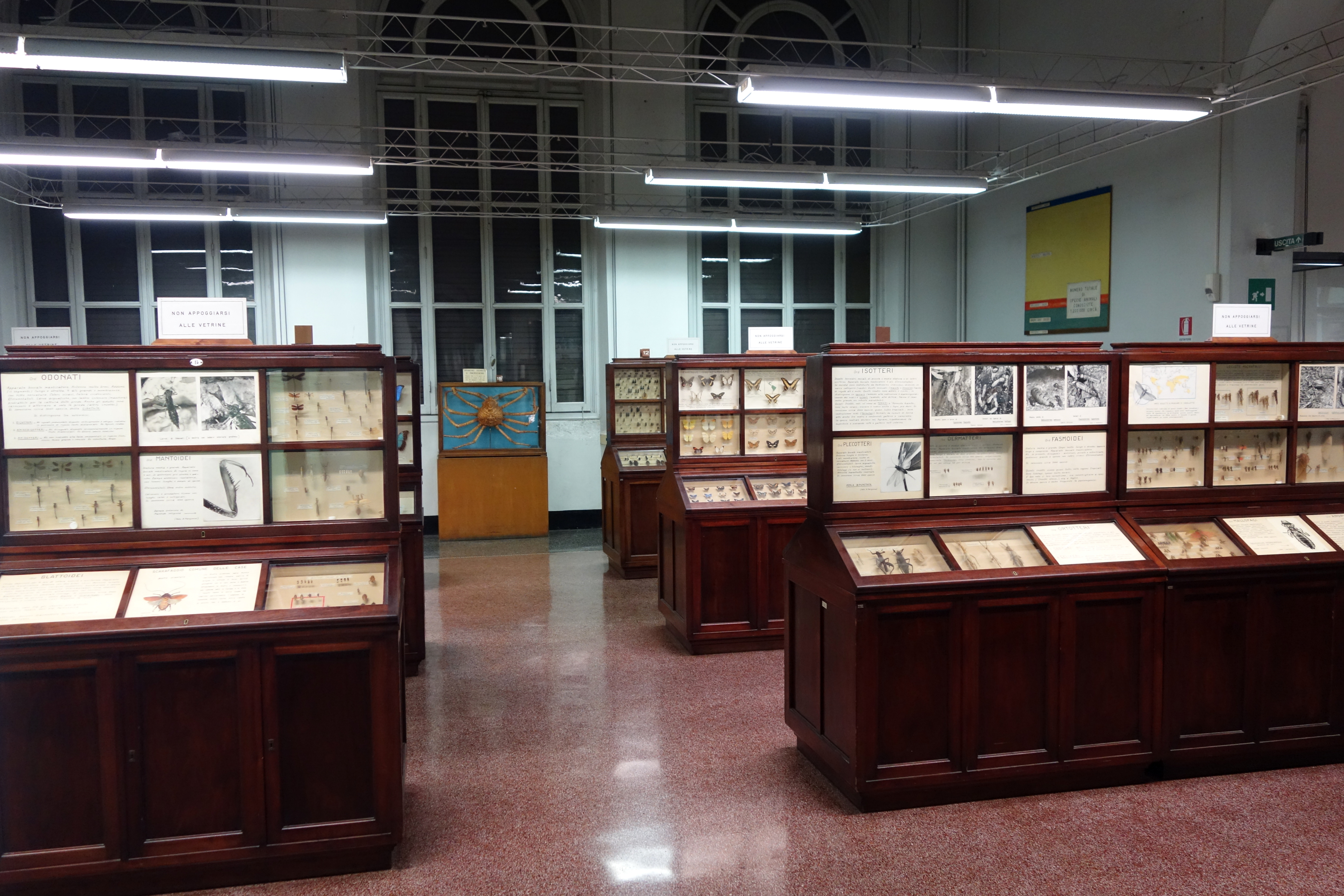
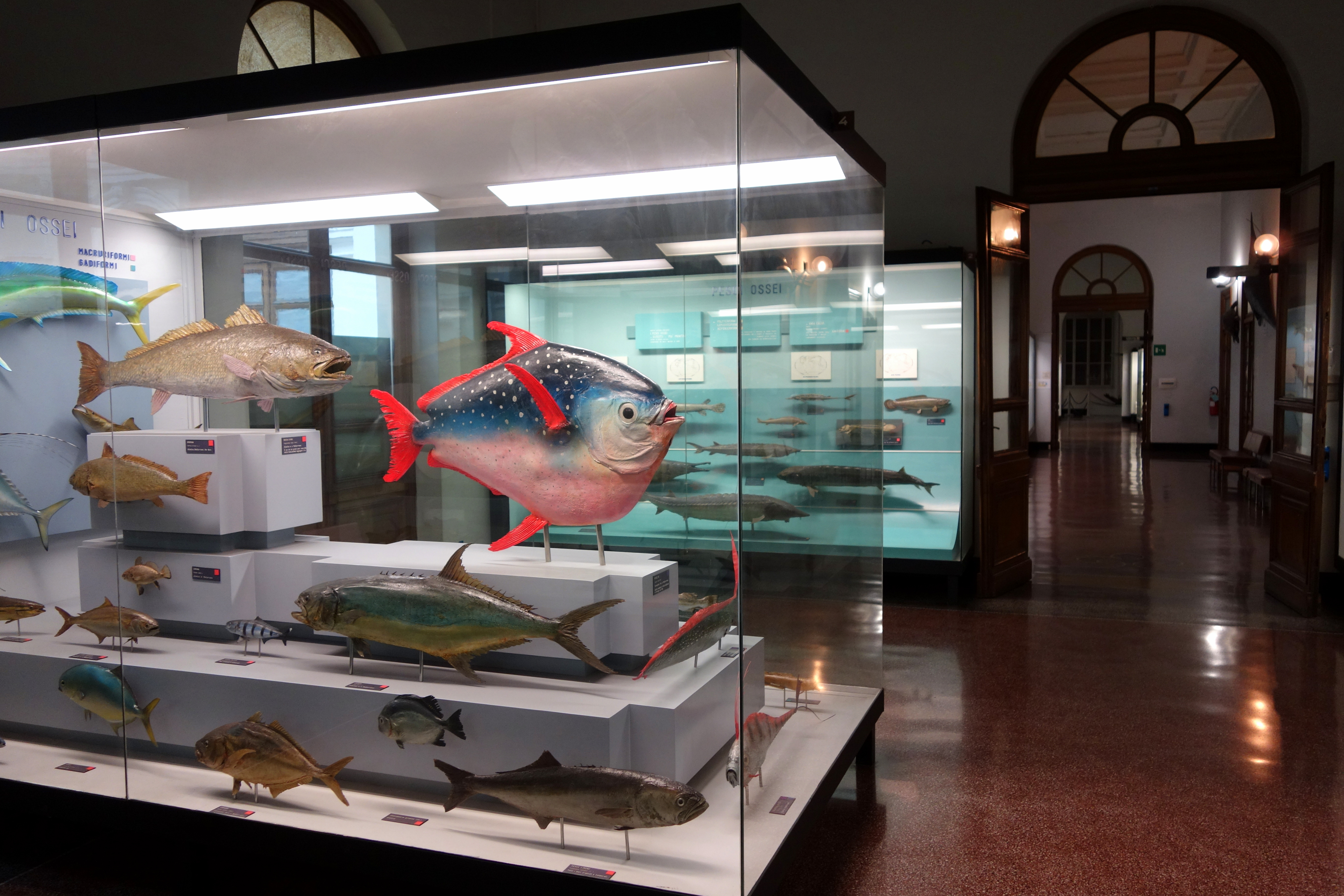
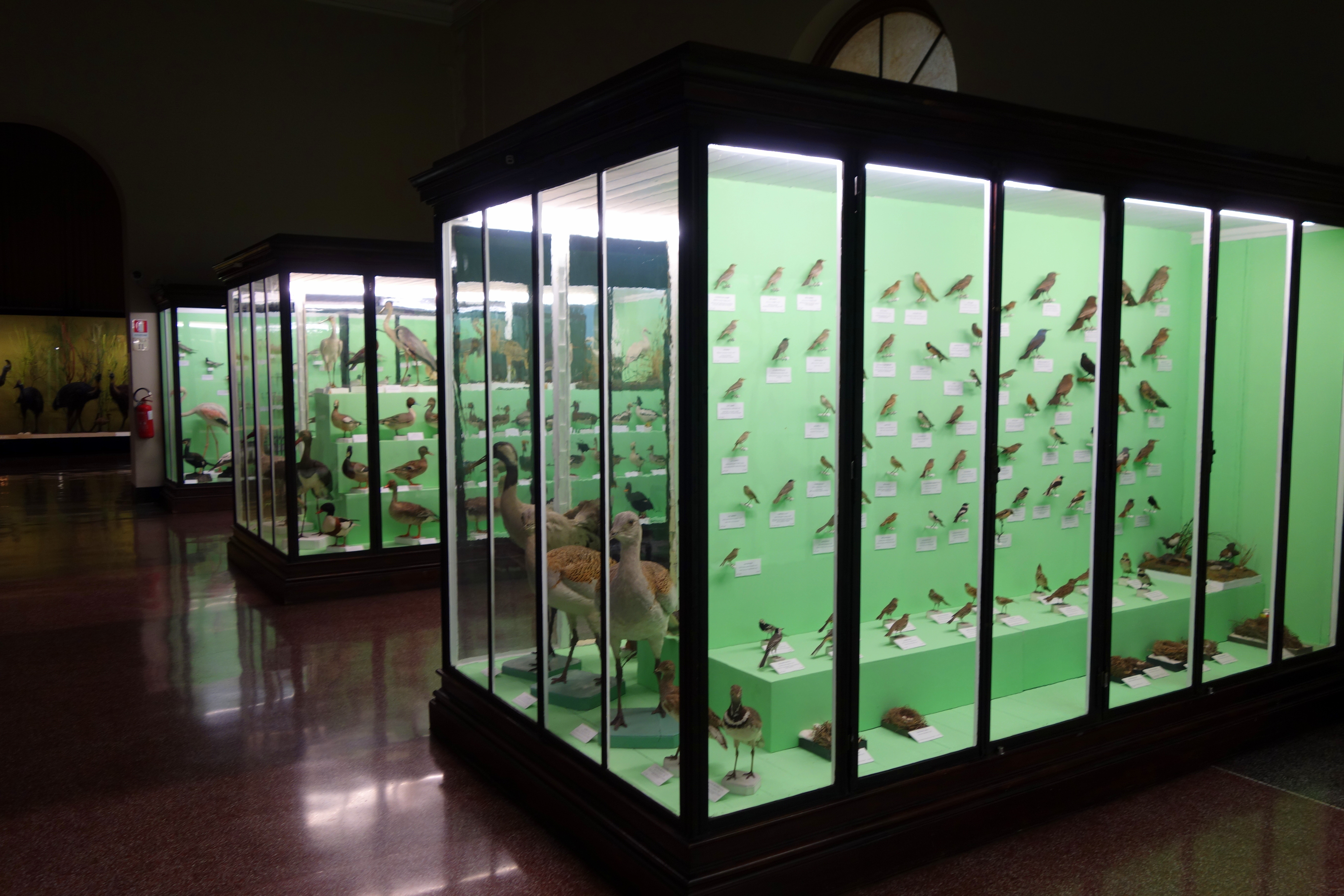
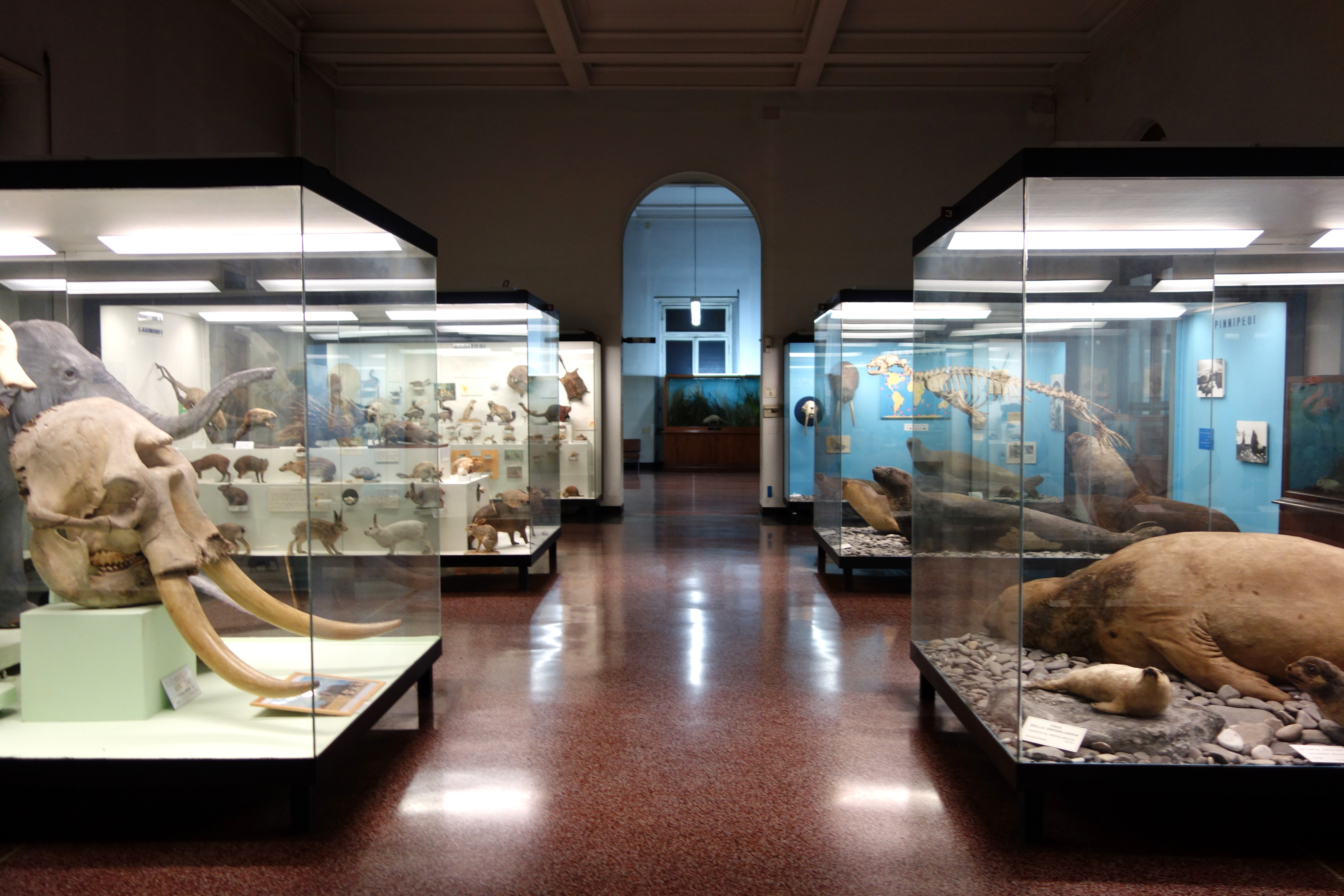

## Publicaties
Sinds 1870 geeft het museum het wetenschappelijk tijdschrift Annali del Museo Civico di Storia Naturale di Genova uit. In 1916 werd het tijdschrift hernoemd in Annali del Museo Civico di Storia Naturale Giacomo Doria.